# Мякяряйнен, Нина Андреевна
Нина Андреевна Мякяря́йнен (1929—1996) — Герой Социалистического Труда (1976). Заслуженный работник народного хозяйства Карельской АССР.

## Биография
Родилась 25 марта 1929 года в деревне Малые Лашковицы, Волосовского района Ленинградской области, в семье крестьянина.
Во время войны была депортирована в Финляндию, вернулась в СССР в декабре 1944 г., направлена в Ярославскую область.
В 1951 г. переехала в г. Петрозаводск, работала на свиноферме. С 1956 по 1992 гг. — птичница Петрозаводской птицефабрики. В 1976 г., ухаживая за 10300 курами, получила 230 млн яиц (по 246 с каждой несушки).
Указом Президиума Верховного Совета СССР от 10 марта 1976 г. за выдающиеся успехи во Всесоюзном социалистическом соревновании присвоено звание Героя Социалистического Труда.
Скончалась 25 декабря 1996 года.

## Награды
- Орден «Знак почета» (1966)
- Орден Ленина (1971)
- Орден Ленина (1976)

## Память
Портрет Н. А. Мякяряйнен является частью галереи Героев социалистического труда Карелии в Доме профсоюзов Карелии.